# トレド・マッドヘンズ
トレド・マッドヘンズ（Toledo Mud Hens）は、アメリカ合衆国オハイオ州トレドに本拠地をおくマイナーリーグの野球チーム。メジャーリーグベースボールのデトロイト・タイガース傘下AAA級チームで、インターナショナルリーグに所属している。本拠地球場はフィフス・サード・フィールド。
元ヤクルト・阪神のラリー・パリッシュが監督を務めていた2005年・2006年に2年連続でリーグ優勝を果たした。

## 選手名鑑

### 現役選手
| 投手 - -- ルーベン・アラニス (Ruben Alaniz) - 16 マシュー・ボイド (Matthew Boyda)* - 45 バック・ファーマー (Buck Farmer)* - 13 ジェフ・フェレル (Jeff Ferrell) - 43 ブレイン・ハーディ (Blaine Hardy)* - -- マイルス・ジェイ (Myles Jaye)* - -- ジョー・ヒメネス (Joe Jimenez) - 35 ローガン・ケンシング (Logan Kensing) - 34 アルセニオ・レオン (Arcenio Leon)* - 39 エドワード・ムヒカ (Edward Mujica) - 58 カイル・ライアン (Kyle Ryan)* - 21 アンソニー・バスケス (Anthony Vasquez) - 24 ドリュー・バーヘイゲン (Drew VerHagen)* | 投手 - -- ルーベン・アラニス (Ruben Alaniz) - 16 マシュー・ボイド (Matthew Boyda)* - 45 バック・ファーマー (Buck Farmer)* - 13 ジェフ・フェレル (Jeff Ferrell) - 43 ブレイン・ハーディ (Blaine Hardy)* - -- マイルス・ジェイ (Myles Jaye)* - -- ジョー・ヒメネス (Joe Jimenez) - 35 ローガン・ケンシング (Logan Kensing) - 34 アルセニオ・レオン (Arcenio Leon)* - 39 エドワード・ムヒカ (Edward Mujica) - 58 カイル・ライアン (Kyle Ryan)* - 21 アンソニー・バスケス (Anthony Vasquez) - 24 ドリュー・バーヘイゲン (Drew VerHagen)* | 捕手 - 9 ジョン・ヒックス (John Hicks)* - 6 ブライアン・ホラデイ (Bryan Holaday) 内野手 - 18 マイケル・アルマンザー (Michael Almanzar) - 11 アルヘニス・ディアス (Argenis Diaz) - 49 オマー・インファンテ (Omar Infante) - 17 エフレン・ナバーロ (Efren Navarro) - 56 ブレンダン・ライアン (Brendan Ryan) 外野手 - 46 ジム・アドゥチ (Jim Adduci)* - 3 タイラー・コリンズ (Tyler Collins) - 21 ジャコビー・ジョーンズ (JaCoby Jones)* - 20 ジェイソン・クリザン (Jason Krizan) - 41 フアン・ペレス (Juan Perez) | 捕手 - 9 ジョン・ヒックス (John Hicks)* - 6 ブライアン・ホラデイ (Bryan Holaday) 内野手 - 18 マイケル・アルマンザー (Michael Almanzar) - 11 アルヘニス・ディアス (Argenis Diaz) - 49 オマー・インファンテ (Omar Infante) - 17 エフレン・ナバーロ (Efren Navarro) - 56 ブレンダン・ライアン (Brendan Ryan) 外野手 - 46 ジム・アドゥチ (Jim Adduci)* - 3 タイラー・コリンズ (Tyler Collins) - 21 ジャコビー・ジョーンズ (JaCoby Jones)* - 20 ジェイソン・クリザン (Jason Krizan) - 41 フアン・ペレス (Juan Perez) |
| * 40人ロースター ** 制限選手 2017年7月2日更新 [公式サイト(英語)より：ロースター 選手の移籍・故障情報] | | | |

### 監督・コーチ
| 背番号 | 国籍               | 役職             | 選手名                              |
| --     | アメリカ合衆国の旗 | 監督             | マイク・ロハス (Mike Rojas)         |
| --     | アメリカ合衆国の旗 | 打撃コーチ       | ブライアン・ハーパー (Brian Harper) |
| --     | アメリカ合衆国の旗 | 投手コーチ       | ジェフ・ピコ (Jeff Pico)            |
| 30     | ドミニカ共和国の旗 | 三塁ベースコーチ | バシリオ・カブレラ (Basilio Cabrera |

### 過去の主な所属選手
- ロバート・フィック
- ホセ・マシーアス
- ヒラム・ボカチカ
- ケビン・ウィット
- アーニー・ヤング
- カーティス・グランダーソン
- ライアン・レイバーン
- ドン・ケリー
- コルビー・ルイス
- マイク・ヘスマン
- アルフレッド・フィガロ
- ジェイコブ・ターナー
- ブラッド・エルドレッド